# 愛媛県立内子高等学校
愛媛県立内子高等学校（えひめけんりつうちここうとうがっこう）は、愛媛県喜多郡内子町にある高等学校である。郷土芸能部が有名で、全国高等学校総合文化祭にも度々出場している。

## 沿革
- 1920年 - 内子町立実科女学校を創立。
- 1941年 - 校名を内子至徳女学校と改称。
- 1942年 - 愛媛県内子高等実科女学校を設立。
- 1946年 - 愛媛県内子高等女学校を設立。
- 1948年 - 県立移管により愛媛県立内子高等学校となる。
- 2020年 - 愛媛県立小田高等学校を分校化して愛媛県立内子高等学校小田分校とする。

## 設置学科
全日制
- 普通科

## 出身者
- 大江健三郎 - 作家（２年次に、愛媛県立松山東高等学校へ転校）
- 河内紘一 - 内子町長
- 森本三義 - 会計学者、松山大学学長